# Ceroxylon alpinum
Ceroxylon alpinum är en enhjärtbladig växtart som beskrevs av Aimé Bonpland och Dc. Ceroxylon alpinum ingår i släktet Ceroxylon och familjen Arecaceae. IUCN kategoriserar arten globalt som starkt hotad.

## Underarter
Arten delas in i följande underarter:
- C. a. alpinum
- C. a. ecuadorense